# پنتامیدین
پنتامیدین یک مشتق دی آمیدین آروماتیک و یک داروی ضد انگل است که در درمان مراحل اولیه تریپانوزومیازیس آفریقایی و به ویژه عفونت با Trypanosuma brucei gambiense و بعضی از فرم‌های لیشمانیا کاربرد دارد. هم چنین در درمان و پروفیلاکسی پنومونی Pneumocystis carinii کاربرد دارد. این دارو با مکانیسم‌های مختلف عمل می‌کند از جمله تداخل با DNA انگل و تغییر فولات یا با مهار سنتز RNA و پروتئین. این دارو به صورت نمک ایزتیونات یا مسیلات تجویز می‌گردد اما هم‌اکنون در اکثر کشورها فرم ایزتیونات تنها فرم در دسترس می‌باشد. در مورد تجویز دوز این دارو نظریه واحدی وجود ندارد. ۴ میلی‌گرم بر کیلوگرم فرم ایزتیونات تقریباً معادل با ۳/۲ میلی‌گرم بر کیلوگرم پنتامیدین پایه می‌باشد و ۶/۳ میلی‌گرم بر کیلو فرم مسیلات تقریباً معادل با ۳/۲میلی‌گرم بر کیلوگرم پنتامیدین پایه می‌باشد. فرم ایزتیونات دارو به طریق تزریق عمیق داخل عضلانی یا انفوزیون داخل وریدی آهسته طی حداقل ۶۰ دقیقه تجویز می‌گردد. از تزریق مستقیم داخل وریدی باید پرهیز نمود.

## عوارض جانبی
موارد نادری از پانکراتیت حاد دیده شده‌است. تزریق سریع داخل وریدی آن باعث افت فشار خون به صورت ناگهانی و بروز سرگیجه و سردرد و استفراغ و کوری و تاکی کاردی و غش کردن می‌شود. افت فشار خون ممکن است در تجویز داخل عضلانی یا انفوزیون آهسته داخل وریدی نیز رخ دهد. ممکن است تزریق داخل عضلانی باعث ایجاد درد و تورم و ایجاد آبسه و نکروز بافت در محل تزریق گردد. آسیب‌های مشابه ناشی از بیرون زدن دارو از عروق طی تجویز داخل وریدی رخ می‌دهد.
پیشگیری: پنتامیدین باید تحت نظارت دقیق مصرف شود و در صورت تجویز آن برای بیمارانی که در اثر عوارض جانبی دارو وضعیت بدتری پیدا می‌کنند مراقبت زیادی لازم است. مایع مغزی نخاعی باید از نظر علائم درگیری سیستم عصبی مرکزی قبل از تجویز دارو چک شود چرا که در صورت وجود Trypanosomiasis این دارو مؤثر نمی‌باشد. طی مصرف دارو بیمار باید در حالت به پشت خوابیده بماند و فشار خون او مانیتور گردد. در طی دوره‌های درمانی با پنتامیدین بیمار را باید به صورت منظم از نظر عملکرد کلیه و کبد، گلوکز خون، شمارش پلاکتی و گلبولهای خون و دیگر پارامترهای معرف مسمومیت مثل غلظت کلسیم سرم و ECG ارزیابی نمود.
متعاقب تجویزهای مکرر، تجمع دارو رخ می‌دهد به ویژه در کبد و کلیه‌ها و تنها غلظت‌های کمی از دارو در ادرار یافت می‌شوند. توزیع دارو در ریه‌ها متعاقب تزریق، پایین است.